# Алексей Фомин
Алексей Сергеевич Фомин е музикант, композитор, аранжор.

## Биография
Алексей Фомин (роден на 20 декември 1982 г. в Тула, Тулска област, СССР) е електронен музикант и композитор. Музикалните предпочитания са в областта на стиловете на ню ейдж, хаус, електроника и др.
Известен е в интернет и радиото с композиции като „Бързина на душата“, „Пустинен град“, „Картини от миналото“, „По следите на вятъра“, „Тайните на Вселената“, „Противоположност“, „Билет на съдбата“, „Вечерен град“, „Тъжен дъжд“, „Странен свят“ и др.
Музикантът е роден в града герой Тула, в семейството на спортист (баща Фомин Сергей Анатолиевич) и химик-биолог (майка Фомина Людмила Алексеевна). Там завършва гимназия. От детството си той проявява силен интерес към музиката и пеенето, пианото и синтезатора и е добре запознат с аудио технологиите. Вдъхновява се от класическата музика и се възхищава на необичайните творения на Микаел Таривердиев.

## Музикална кариера
На 16 април 2020 г. Алексей Фомин издава ново EP в Fast Stream. Това е четвъртият студиен албум на музиканта
На 24 август 2018 г. московската звукозаписна компания „Extraphone“, LLC „Capital Advertising and Production Center“ официално издава нов мини-албум на Алексей Фомин – „Immersion“. Албумът включва пет музикални композиции без думи.
Началото на 2020 г. е белязано от страхотен подарък за всички любители на необичайната инструментална музика. Новият миниалбум на Алексей Фомин „Late Autumn“ най-накрая излиза и вече е достъпен за клиентите в дигиталните платформи. Албумът е издаден от московската звукозаписна компания „ONE Music“.
През 2018 г. издава първия си албум „Sad Rain“ (като част от проекта „Златен килим“) с подкрепата на звукозаписната компания от Санкт Петербург „Open Innovative Technologies“.
От 2018 г. до днес си сътрудничи с лейбъла „Extraphone LLC Capital Advertising and Production Center“ и записва мини-албума „Immersion“.
В края на 2018 г. излиза още един от албумите му „Късна есен“ – вече в звукозаписното студио „ONE Music“, работейки за същия лейбъл „Екстрафон“.
През април 2020 г. излиза нов EP албум "In a Fast Stream", състоящ се от четири музикални композиции без думи.

## Дискография

### Албуми
- 2018 – Тъжен дъжд
- 2018 – Потапяне
- 2018 – Късна есен
- 2020 – В бърз поток
- 2020 – Импровизация. отпускам

### Сингли
- 2016 – Скъсаната нишка
- 2016 – Странен свят
- 2016 – Обаждам ти се
- 2016 – Неосъществени мечти
- 2016 – Тайните на Вселената
- 2016 – Далечни звезди
- 2016 – Реалност
- 2016 – Моля
- 2016 – Е, идва есента
- 2016 – На пропастта
- 2016 – Над бездната
- 2016 – Неуспехи
- 2016 – Интегритет
- 2016 – Обяснено
- 2016 – Всичко за теб
- 2018 – Музика завинаги
- 2018 – Дългогодишен разговор
- 2018 – Късни думи
- 2018 – Детството е запомнено
- 2016 – Магистрала
- 2016 – Всичко можеше да бъде различно
- 2015 – Нощен полет
- 2015 – Сам
- 2016 – Мъгла
- 2016 – Лошо време
- 2016 – Безкрайно пътуване
- 2022 – Снимки от миналото
- 2022 – Във възход
- 2023 – Вечерен град
- 2023 – По следите на вятъра
- 2023 – Млечен път
- 2023 – Бързина на душата
- 2024 – Лабиринт